# Rotbach (Dreisam)
Der Rotbach (im Oberlauf Zartenbach und Löffeltalbach, im Mittellauf Höllenbach genannt) ist der 19,9 km lange, linke und südöstliche Hauptquellfluss der Dreisam im Südschwarzwald (Baden-Württemberg, Deutschland).

## Zartenbach
Die Quellbäche des Zartenbach genannten Oberlaufes beginnen im Gemeindegebiet von Hinterzarten (Naturpark Südschwarzwald) südwestlich des Ortsteils Oberzarten in den östlichen Steilhängen der Ramselehöhe (1111,9 m) auf etwa 1085 Metern Höhe. Sie sammeln sich am Grund eines durch eiszeitliche Gletscher geformten Muldentales mit gestuftem Längsprofil. In einer der Verebnungen wird der Bach im Mathisleweiher (999 m ü. NN) gestaut. Anschließend fließt er in weitem Linksbogen um das Windeck (1209 m) und fließt über Ober- und Hinterzarten nordwärts in die weitläufige Mulde des ebenen Hinterzartener Moores (Naturschutzgebiet).

## Löffeltalbach
Nachdem ihm von Westen der Abfluss des westlichen Moorteils zugeströmt ist, tieft sich der Bach mit stark erhöhtem Gefälle in ein Kerbtal ein, das nach den früher hier ansässigen Betrieben zur Herstellung von Holzlöffeln Löffeltal genannt wird. Durch dieses Tal verlief früher die Löffeltalsteige, der Anstieg vom Höllental auf die Höhe von Hinterzarten.

## Höllenbach
Im Höllental vereinigt sich der Löffeltalbach mit dem von Nordosten aus der Ravennaschlucht kommenden Ravennabach. Danach durchfließt der Bach, hier nun Höllenbach genannt, nordwestwärts zunächst das von Gletschern überformte geradlinige Trogtal des oberen Höllentals und anschließend einen klammartigen Talabschnitt, der als Hirschsprung oder Höllenpass bekannt ist. Im Höllental wird der Bach von der B 31, hier und im Löffeltal von der Höllentalbahn begleitet.

## Rotbach
Im unteren Talbereich fließt er – fortan als Rotbach – durch Falkensteig und Himmelreich (Ortsteile von Buchenbach), wo er in die Ebene des Zartener Beckens austritt. Nördlich von Kirchzarten vereinigt sich der Rotbach oberhalb der Brücke der Landesstraße 127 auf 377 m ü. NN mit dem Wagensteigbach zur Dreisam.

## Sehenswertes

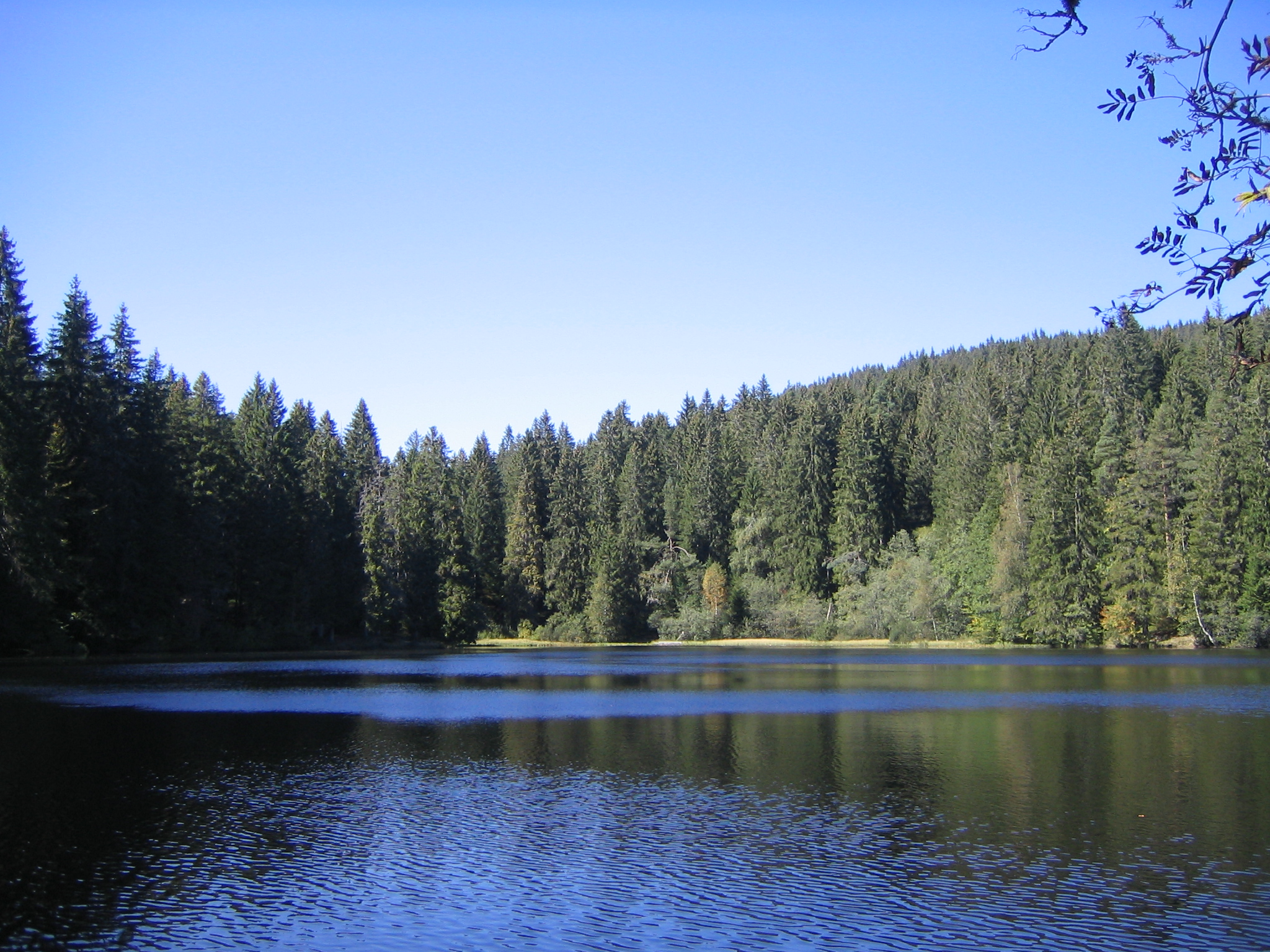
Der Mathisleweiher im Quellgebiet des Rotbachs (Zartenbachs)

Zu den Sehenswürdigkeiten am Rotbach gehören:
- Mathisleweiher (auch Mathislesweiher oder Mathiesleweiher genannt; Quellweiher des Zartenbach bzw. Rotbachs)
- Höllental (enges Tal von Höllenbach/Rotbach)
- Ravennaschlucht mit Ravennabach (Nebental des Höllentals)
- Tarodunum (ca. 200 ha großes keltisches Oppidum; östlich von Kirchzarten)